# Blink-182 (musikalbum)
Untitled är det obetitlade femte studioalbumet av det amerikanska poppunkbandet Blink-182. Det producerades av Jerry Finn och släpptes den 18 november 2003 genom Geffen Records.

## Låtar på albumet
1. "Feeling This"
2. "Obvious"
3. "I Miss You"
4. "Violence"
5. "Stockholm Syndrome"
6. "Down"
7. "The Fallen Interlude"
8. "Go"
9. "Asthenia"
10. "Always"
11. "Easy Target"
12. "All Of This"
13. "Here's Your Letter"
14. "I'm Lost Without You"
15. "Anthem Part Two (Live) (Bonus track)"